# ンチェレンゲ
ンチェレンゲ（Nchelenge）は、ザンビア北部のルアプラ州の都市。
2010年の人口は3万6894人。
ムウェル湖沿岸に位置し、ルアプラ州の州都であるマンサから見るとほぼ北北西に位置している。
また、フェリーでキルワ島とイソクウェ島に連絡している。
1987年にンチェレンゲへの舗装道路が完成したことによりムウェル湖沿岸の人口が増加しており、地下水開発が進んでいる。